# François Méchali
François Méchali (* 21. Mai 1950 in Algier) ist ein französischer Musiker (Dirigent, Bassist), der sowohl Neue Musik als auch Creative Jazz interpretiert.

## Leben und Wirken
Méchali studierte klassischen Kontrabass am Konservatorium von Versailles. 1968 gründete er das Improvisations-Ensemble Cohelmec mit Jean Cohen, Dominique Elbaz und seinem Bruder Jean-Louis, dem später auch Jean-François Canape angehörte, mit dem er auf dem Montreux Jazz Festival 1972 konzertierte. Auch arbeitete er im Bereich der Neuen Musik mit Antoine Duhamel. Daneben spielte er mit Mico Nissim, Anthony Braxton (News from the 70s), Joachim Kühn, Oliver Johnson, Manuel Villarroel (Machi Oul Big Band) und Robin Kenyatta. 
Auch in den anschließenden Jahren war er mit anerkannten Jazzmusikern wie Dave Burrell, Stu Martin, Enrico Rava, Steve Lacy, André Jaume, Michel Petrucciani, Byard Lancaster, Mike Zwerin und Jacques Di Donato tätig. Er gründete ein Kontrabassisten-Trio mit Beb Guérin und Jean-François Jenny-Clark. Auch begleitete er Joe McPhee auf seinen Europatourneen (Topology 1981, Oleo & a Future Retrospective 1982). Ab Mitte der 1980er Jahre konzertierte er auch mit Claudine François, begann vermehrt zu komponieren und war seitdem auch als Dirigent tätig. Mit seiner Frau Isabelle gründete er das Label Charlotte Records, auf dem er auch eigene Solowerke und Adaptionen für großes Orchester veröffentlichte. Auch arbeitete er im Trio mit Jean-Luc Fillon und Barry Altschul.

## Diskographische Hinweise
- Matchi-Oul Terremoto (mit Jean-Francois Sicard, Gerard Coppere, Manuel Villardel, William Treve, Sonny Grey; 1971)
- François Méchali/Beb Guérin Conversations (1980)
- Le Granadier Voitigeur (mit Radu Malfatti, Kenny Wheeler, André Jaume und Günter Baby Sommer; 1983)
- Émotions (mit Philippe Maté, Hugue Maté; Charlotte 1998)

## Lexikalischer Eintrag
- Philippe Carles, André Clergeat & Jean-Louis Comolli, Dictionnaire du jazz Ed. Robert Laffont, Coll. Bouquins, Paris, 1994, ISBN 2-221-07822-5